# Анте Чорич
Анте Чорич (хорв. Ante Ćorić, нар. 14 квітня 1997, Загреб) — хорватський футболіст, півзахисник «Роми» і збірної Хорватії.
Чотиразовий чемпіон Хорватії. Триразовий володар Кубка Хорватії. Володар Кубка Словенії.

## Клубна кар'єра
Народився 14 квітня 1997 року в місті Загреб. Вихованець юнацьких команд футбольних клубів «Локомотива», «Ред Булл» та «Динамо» (Загреб).
У дорослому футболі дебютував 2014 року виступами за основну команду клубу «Динамо» (Загреб), коли йому було лише 17 років. Попри юний вік з наступного сезону 2014/15 став одним з гравцев основного складу команди.
Влітку 2018 року за 6 мільйонів євро перейшов до «Рома». В своєму першому сезоні в італійській команді Анте Чорич не зумів закріпитись в основі і в серпні 2019 року пішов в оренду в «Альмерію».

## Виступи за збірні
2012 року дебютував у складі юнацької збірної Хорватії для 15-річних, за команди різних вікових категорій взяв участь у 25 іграх на юнацькому рівні, відзначившись 2 забитими голами.
З 2014 року залучається до складу молодіжної збірної Хорватії. На молодіжному рівні зіграв у 2 офіційних матчах.
У травні 2016 року гравця, якому лише незадовго до того виповнилося 19 років, було включено до розширеної заявки основної збірної Хорватії на фінальну частину чемпіонату Європи у Франції.

## Статистика виступів

### Статистика клубних виступів
| Сезон             | Команда           | Чемпіонат         | Чемпіонат | Чемпіонат | Національний кубок | Національний кубок | Національний кубок | Континентальні кубки | Континентальні кубки | Континентальні кубки | Інші змагання | Інші змагання | Інші змагання | Усього | Усього | Усього |
| Сезон             | Команда           | Ліга              | Ігор      | Голів     | Ліга               | Ігор               | Голів              | Ліга                 | Ігор                 | Голів                | Ліга          | Ігор          | Голів         | Ігор   | Голів  |        |
| ----------------- | ----------------- | ----------------- | --------- | --------- | ------------------ | ------------------ | ------------------ | -------------------- | -------------------- | -------------------- | ------------- | ------------- | ------------- | ------ | ------ | ------ |
| 2013–14           | «Динамо» (Загреб) | 1 ХФЛ             | 6         | 1         | КХ                 | 0                  | 0                  | ЛЧ                   | 0                    | 0                    | СКХ           | 0             | 0             | 6      | 1      |        |
| 2014–15           | «Динамо» (Загреб) | 1 ХФЛ             | 24        | 3         | КХ                 | 5                  | 1                  | ЛЧ+ЛЄ                | 1+3                  | 0+1                  | СКХ           | 0             | 0             | 33     | 5      |        |
| 2015–16           | «Динамо» (Загреб) | 1 ХФЛ             | 20        | 2         | КХ                 | 3                  | 0                  | ЛЧ                   | 7                    | 0                    | -             | -             | -             | 30     | 2      |        |
| Усього за кар'єру | Усього за кар'єру | Усього за кар'єру | 50        | 6         |                    | 8                  | 1                  |                      | 11                   | 1                    |               | 0             | 0             | 69     | 8      |        |

## Титули і досягнення
- Чемпіон Хорватії (4):

«Динамо» (Загреб): 2013-14, 2014-15, 2015-16, 2017-18
- Володар Кубка Хорватії (3):

«Динамо» (Загреб): 2014-15, 2015-16, 2017-18
- Володар Кубка Словенії (1):

«Олімпія» (Любляна): 2020-21
- Чемпіон Швейцарії (1):

«Цюрих»: 2021-22